# 시메온 벡불라토비치

시메온 벡불라토비치(러시아어: Симеон Бекбулатович, 생년 미상 ~ 1616년)는 몽골제국의 계승제국들 중 하나인 킵차크칸국의 계승제국인 카심 칸국의 칸(재위: 1567년 ~ 1573년)이자 루스 차르국의 차르(재위: 1575년 ~ 1576년)이다. 카심 칸으로서 이름은 사인 불라트 이븐 베그 불라트(ساین بولاط ابن بیگ بولاط)다.

## 생애
1567년부터 1573년까지 카심 칸국의 칸을 역임했다. 1573년에 이슬람교에서 동방 정교회로 개종했으며 이반 4세 대공의 증손녀인 아나스타시야 므스티슬랍스카야(Anastasia Mstislavskaya)와 결혼했다.
1575년에 이반 4세가 루스 차르국의 차르에서 물러나면서 루스 차르국의 차르로 즉위했다. 그렇지만 이반 4세가 실권을 갖고 있었기 때문에 시메온은 이반의 꼭두각시에 불과했다.
1576년에 이반 4세에게 차르를 다시 넘겨주고 퇴위했고 1576년부터 1585년까지 트베리 대공을 역임했다. 1595년에 실명했으며 1606년에는 스테판이라는 수도원 이름 으로 기독교 수도사로서 보험을 받았다고 한다. 1616년에 사망했으며 그의 시신은 모스크바 시모노프 수도원에 안치되었다.